# 조 소여

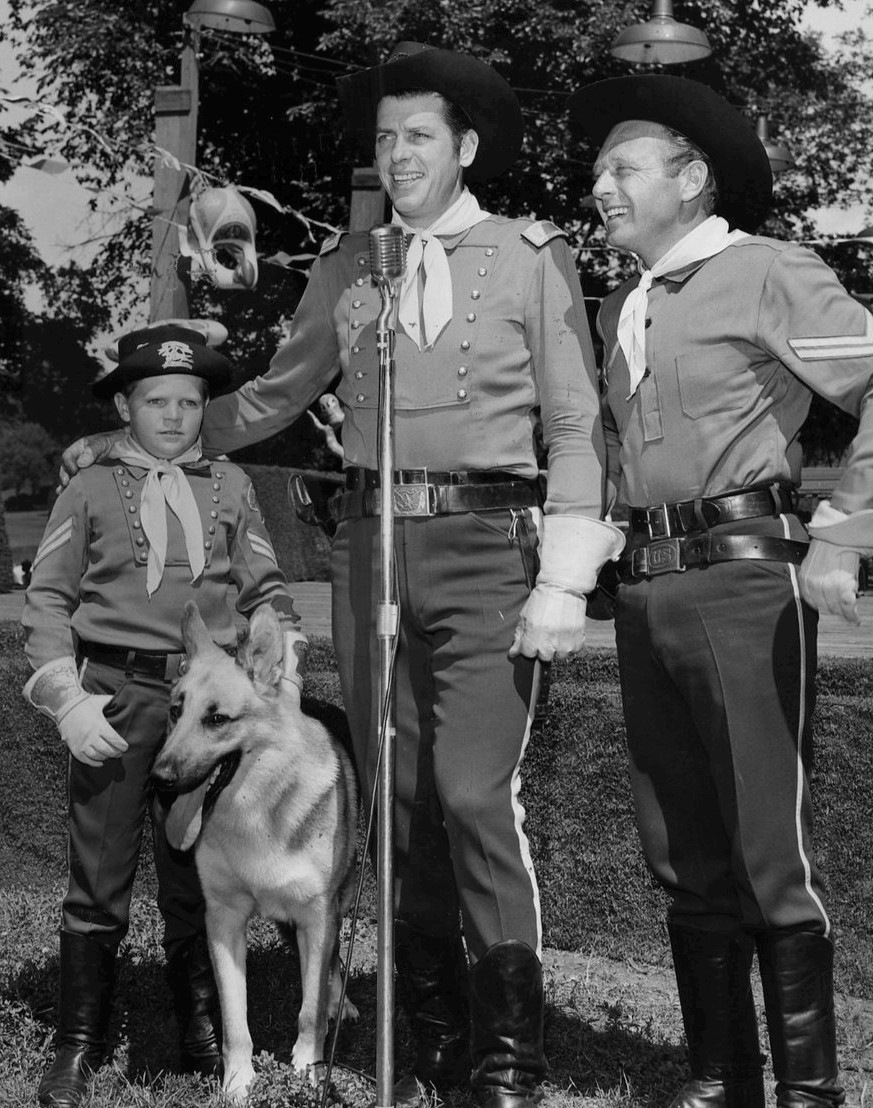

조 소여(Joe Sawyer, 1906년 8월 29일 ~ 1982년 4월 21일)는 캐나다의 배우, 영화배우, 각본가이다.
궬프에서 태어났으며 애슐랜드에서 사망하였다. 사인은 간암이다.  오리건주에 매장되었다.

## 방송
- 용감한 린티

## 영화
- 알래스카의 혼 (1960년)
- 킬링 (1956년)
- 용감한 린티 (1954년)
- 뎀 (1954년)
- 아웃 스페이스 (1953년) - 프랭크 데일론 역
- 데드라인 - U.S.A. (1952년)
- 크리스마스 이브 (1947년)
- 이중 생활 (1947년)
- 길다 (1946년)
- 헤이, 루키 (1944년)
- 레츠 페이스 잇 (1943년)
- 무법자 (1943년)
- 타잔의 사막 미스터리  (1943년)
- 늪지의 물 (1941년)
- 요크 상사 (1941년)
- 멜로디 랜치 (1940년)
- 머나먼 항해 (1940년)
- 분노의 포도 (1940년)
- 나치 스파이의 고백 (1939년) - 베르너 렌즈 역
- 포효하는 20년대 (1939년)
- 타잔 - 글렌 모리스 편 (1938년)
- 워킹 데드 (1936년)
- 아이 파운드 스텔라 패리시 (1935년)
- 리틀 빅 샷 (1935년)
- 밀고자 (1935년)
- 홀드 유어 맨 (1933년)
- 에스키모 (1933년)